# Paisatge (Baldomer Galofre)
Paisatge és una pintura sobre taula feta per Baldomer Galofre i Giménez el 1871 conservada a la Biblioteca Museu Víctor Balaguer, amb el número de registre 1645 d'ençà que va ingressar el 1956,formant part de l'anomenat "Llegat 1956"; un conjunt d'obres provinents de la col·lecció Lluís Plandiura- Victòria González.
S'hi representa un camí voltat de turons i arbres. Cel ennuvolat com a especialitat d'en Galofre. Realisme i color.
Al quadre hi ha la inscripció B. Galofré (inferior dret) Al darrere: Baldomero Galofré / 1849-1902; Al darrere: Luis Buxó Tresangels, hijo del / grabador Esteban y hermano político / de Antonio Caba / 1838-1907.